# マブラヴ オルタネイティヴ クロニクルズ
『マブラヴ オルタネイティヴ クロニクルズ』（Muv-Luv Alternative Chronicles）は、アダルトゲームメーカー「âge（アージュ）」から発売されたPC用恋愛シミュレーションゲーム『マブラヴ オルタネイティヴ』のスピンオフ短編ゲームに冠されるシリーズ名であり、また同時に、マブラヴ オルタネイティヴと世界観を同じくする作品を長編連載及び読み切り形式で収録したADVゲームパッケージのシリーズ名でもある。本項は主に後者を記述する。

## 概要
2006年2月24日のPCゲーム『マブラヴ オルタネイティヴ』発売以後、スピンオフ作品として『承継』や『贖罪』『チキン・ダイバーズ』などの短編ゲームが「マブラヴ オルタネイティヴ クロニクルズ」のシリーズ名を冠し、ゲーム雑誌やムック、ファンディスクなどへの収録の形でリリースされてきた。
これに続き、単体のゲームソフトパッケージである『マブラヴ オルタネイティヴ クロニクルズ』シリーズはこの流れを組み、漫画雑誌のようにマブラヴ オルタネイティヴ関連タイトルを連載や読み切り形式で収録し、定期的にリリースすることを目的として発表され、2010年7月30日にその第一弾が『クロニクルズ01』として発売された。以来2013年現在、4作目までがリリースされている。

## シリーズ概要

### クロニクルズシリーズ以前
- 贖罪 - 神宮司まりもの過去が描かれたサイドストーリー（テックジャイアン2006年5月号収録）
- 継承 - 伊隅みちるとその姉妹たち（1999年のâge作品『君がいた季節』に登場）が描かれるサイドストーリー（電撃姫2006年6月号に収録）
- チキン・ダイバーズ - 「甲21号作戦」に参加した軌道降下兵団を描いた物語
  - 元は維如星による二次創作小説であり、2008年コミックマーケット74発行の公式ムック『ルナティック・ドーン』に公式二次創作として小説版が収録された。
  - 2009年コミックマーケット76発行の公式ムック『ルナティック・ドーン3』にゲーム版が収録
  - クロニクルズ01に音声追加・演出強化版が収録

### クロニクルズ01

#### ゲームコンテンツ
- マブラヴ アンリミテッド ザ・デイアフター episode:00
  - マブラヴ オルタネイティヴではなく、マブラヴの特別編でありオルタの前日談とも言えるアンリミテッドのその後を描いた新シリーズ。episode:00ではザ・デイアフター本編自体の前日談が描かれた。
- チキン・ダイバーズ
  - 前述のルナティック・ドーン3のゲーム版に音声を追加し、演出を強化したバージョン。
- レイン・ダンサーズ
  - EF-2000開発部隊である「レイン・ダンサーズ」の戦いを描いた、クロニクルズ初の欧州を舞台にした物語。

#### メディアコンテンツ
- ラジオ トータル・イクリプス エクスペディション
- マブラヴ オルタネイティヴ 壁紙集
- 暁遙かなり2 体験版
- 旭日新聞 Ver4.1
- 特別映像集
  - A3改造講座
  - プロモーション映像
  - コラボレーションCM集
  - 『チキン・ダイバーズ』『レイン・ダンサーズ』オーディオコメンタリー

### クロニクルズ02

#### ゲームコンテンツ
- マブラヴ アンリミテッド ザ・デイアフター episode:01
  - アンリミテッド後に行われたバビロン作戦により大規模重力偏差が引き起こされ、地球環境が激変した世界での「ウォードッグ小隊」の戦いを描いた物語。ザ・デイアフターとしては2作目だが、本作からが本編となる。
- マブラヴ オルタネイティヴ クロニクルズ 憧憬
  - イギリス・ドーバー基地を部隊に、海外視察研修で訪れた日本帝国斯衛軍の士官候補生・真壁清十郎と、TSFIAに不定期連載されている「The Euro Front」に登場する西ドイツ陸軍戦術機精鋭部隊「ツェルベルス」との交流を描いた作品。

#### メディアコンテンツ
- コトブキヤ プラキット 制作講座
- 八木たかおの荒野のコナイパー 出張版
- ラジオ トータル・イクリプス エクスペディション
- マブラヴ オルタネイティヴ 壁紙コレクション

### クロニクルズ03

#### ゲームコンテンツ
- マブラヴ アンリミテッド ザ・デイアフター episode:02
- マブラヴ オルタネイティヴ クロニクルズ 再誕

#### メディアコンテンツ
- マブラヴ アンリミテッド ザ・デイアフター コンプリーメントエピソード
- ラジオ トータル・イクリプス エクスペディション
- 八木たかおの荒野のコナイパー 特別編
- リボルテック ポージング講座
- マブラヴ オルタネイティヴ 壁紙集

### クロニクルズ04

#### ゲームコンテンツ
- マブラヴ アンリミテッド ザ・デイアフター episode:03
- WAR ENSEMBLE
- ラスト・ダイバーズ
- はいぶる！

#### メディアコンテンツ
- ラジオ トータル・イクリプス エクスペディション
- マブラヴ オルタネイティヴ 壁紙集
- マブラヴ オルタネイティヴ ムービー集
- アージュ2013年エイプリルフール企画完全収録